# Plan d'exposition au bruit
Le plan d'exposition au bruit est, en France, un document qui vise un développement maîtrisé des communes autour des aéroports sans théoriquement exposer au bruit de nouvelles populations. (Une centaine de régions d'Europe sont concernées par des décollages ou atterrissages nocturnes et/ou diurnes de gros avions, en raison de la présence de grands aéroports).

## Réalisation
Rédigé par les services de la direction générale de l'aviation civile du ministère chargé des transports, le plan d'exposition au bruit est soumis à enquête publique et fixe pour 10 à 15 ans les conditions d'utilisation des sols exposés aux nuisances sonores, sur la base d'études prospectives :
- du développement de l'activité aérienne,
- d'extension des infrastructures,
- d'éventuelles modifications des procédures de circulation aérienne.

| Exemple de plan d'exposition au bruit pour l'aéroport de Marseille-Provence (juillet 2006) |
| - Lden 50 - Lden 55 - Lden 65 - Lden 70                                                    |

## Limites
- Il ne concerne pas :
  - les constructions existantes ni les populations déjà installées,
  - les impacts sur la faune dérangée par le bruit.
- Les évaluations prospectives de transport aérien se sont toujours montrées sous-estimées par rapport aux évolutions réelles.

## Principe
En France, le PEB vise à définir comment s'opère l'exposition des populations aux bruits aéroportuaires. En pratique, il prétend éviter l'exposition de nouvelles populations aux nuisances sonores générées par le trafic aérien tout en préservant les activités aériennes, et en maintenant aux riverains les nuisances déjà existantes.
Il prend en compte la réalité du bruit, notamment dans la ces du Rafale.
En France, le PEB définit trois zones: la zone A, la zone B et la zone C..
- la zone A est classée en bruit fort
- la zone B expose aussi à un bruit fort sensiblement moins fort que la zone A.
- la zone C est la plus vaste; elle englobe un plus grand nombre de lieux de vie. Elle est classée en bruit modéré.

En A et B, sont permis les bâtiments de logements et d'équipements en lien avec l'aéronautique, mais aussi les constructions nécessaires aux activités économiques, qui peuvent être industrielles, commerciales et agricoles. Il est ainsi possible d'y construire un hôtel. (comme sur la piste de Toulouse).
En zone C, les constructions individuelles sont autorisées alors que sont prohibées les constructions groupées .